# Adamov (okres České Budějovice)
Adamov (dříve Malé Hory či Ungnadovské Hory, německy Klein Bergstadt, Adamstadl) je obec v Jihočeském kraji, ležící šest kilometrů severovýchodně od centra Českých Budějovic. Žije v něm přibližně 1 000 obyvatel a jeho katastrální výměra činí 103 ha.

## Historie
Počátky Adamova ležícího v Rudolfovském rudním revíru sahají do poloviny 16. století, kdy se na zdejších pozemcích hlubockého panství překotně rozvíjela těžba stříbra. Hornická osada o 60 domcích, zvaná Ungnadovské Hory (po tehdejším držiteli panství Ondřeji Ungnadovi ze Suneku) se poprvé připomíná v konceptu nerealizované kupní smlouvy z roku 1554. Sídlo mělo v oněch dobách určitou samosprávu – rychtáře, pět až sedm konšelů a obecního staršího. Šlo o osadu téměř výhradně hornicko-řemeslnickou, jejíž obyvatelé se nezabývali zemědělstvím. Po Ungnadech byli hlubockou vrchností páni z Hradce, nejprve Jáchym, poté jeho syn Adam II. a nakonec vnuk Jáchym Oldřich. Z těchto zejména pan Adam (†  1596) hornické podnikání velmi podporoval a zdejšímu městečku u císaře Rudolfa II. vymohl udělení dodnes užívaného městského znaku. Stalo se tak dne 6. února 1595 německy psanou listinou, v níž se poprvé objevuje název sídla v nynější podobě (Perkstadt Adamstadt). Další písemné doklady nového názvu se objevují na městské soudní pečeti, pořízené ještě téhož roku (.GERICHT.SIGIL..ADDAMSTADT.), a v zápise do moravských zemských desk z roku 1601 (město Adamsstat).
Výnosy z těžby však již ke konci 16. století upadaly (zvláště kvůli nadbytku důlních vod, pro jejichž odvádění musela být od Adamova k Úsilnému ražena štola sv. Eliáše) a pro vrchnost se stával větším zdrojem příjmů spíše prodej piva, dobytka a jiného zboží horníkům. V roce 1598 prodal Jáchym Oldřich z Hradce hlubocké panství včetně Adamova Bohuslavu Malovcovi z Malovic. Nový pán byl poněkud bezohledným zbohatlíkem, který důlnímu podnikání nepřál do té míry, že jeho adamovských poddaných se musel kvůli jejich hornickým svobodám několikrát zastávat sám císař, který trval na tom, že mají požívat stejných práv jako obyvatelé sousedního Rudolfova. Zkázu pro Adamov znamenaly válečné události následujících let. Za vpádu pasovských roku 1611 bylo okolí městečka vyjedeno dvěma pluky jízdy a ještě větší pohroma následovala za českého stavovského povstání, kdy nejprve v letech 1618 až 1619 na Rudolfovsku dlouhodobě tábořilo stavovské vojsko, obléhající katolické město České Budějovice, po bitvě u Záblatí naopak přitrhlo k Rudolfovu a Adamovu císařské vojsko a dne 15. června 1519 protestantská hornická města vypálilo a nemalou část obyvatel pobilo. Adamov poté zůstal po zhruba sedm let pustý, teprve kolem roku 1630 došlo k obnovení městské správy a rozprodeji opuštěných gruntů, jak dokládá od onoho data dochovaná nejstarší městská kniha. Adamov, Malovcům pro účast na odboji konfiskovaný a v roce 1622 udělený císařskému vojevůdci Baltazaru Marradasovi, byl stále označován jako město, ačkoliv v reálu jím mohl být již jen stěží; v roce 1654 zde berní rula udávala 27 hospodářů (dle jmen převážně německojazyčných) a 37 usedlostí stále ještě pustých. Havířů mezi obyvateli již téměř nebylo, v naprosté většině se jednalo o řemeslníky a živnostníky s pouze minimálním zemědělským zázemím. V roce 1661 od Marradasova vnuka Bartoloměje koupil hlubocké panství Jan Adolf ze Schwarzenbergu; adamovskou vrchností pak Schwarzenbergové byli až do zrušení poddanství. Podle údajů geometra Petra Kašpara Světeckého z Černčic žilo v Adamově roku 1731 25 rodin. Městečko si své výsady z konce 16. století nechalo opakovaně potvrdit u panovníků (1747 a 1782), ač bylo tak chudé, že i poplatky s těmito úkony spojené uhradilo až po dlouhodobých urgencích.
V Adamově se konávaly dva výroční trhy, v pondělí po Rozeslání apoštolů a v pondělí po sv. Rafaeli; v roce 1770 zde byl ustaven společný řemeslnický cech, který v podobě živnostenského společenstva přetrval až do počátku 20. století. V roce 1824 čítal Adamov něco přes 400 obyvatel a 70 domů, z toho však pouze k pěti příslušely vlastní polnosti. Významný podíl na obživě zdejšího obyvatelstva měla v oné době výroba nožů a krajek.

## Přírodní poměry

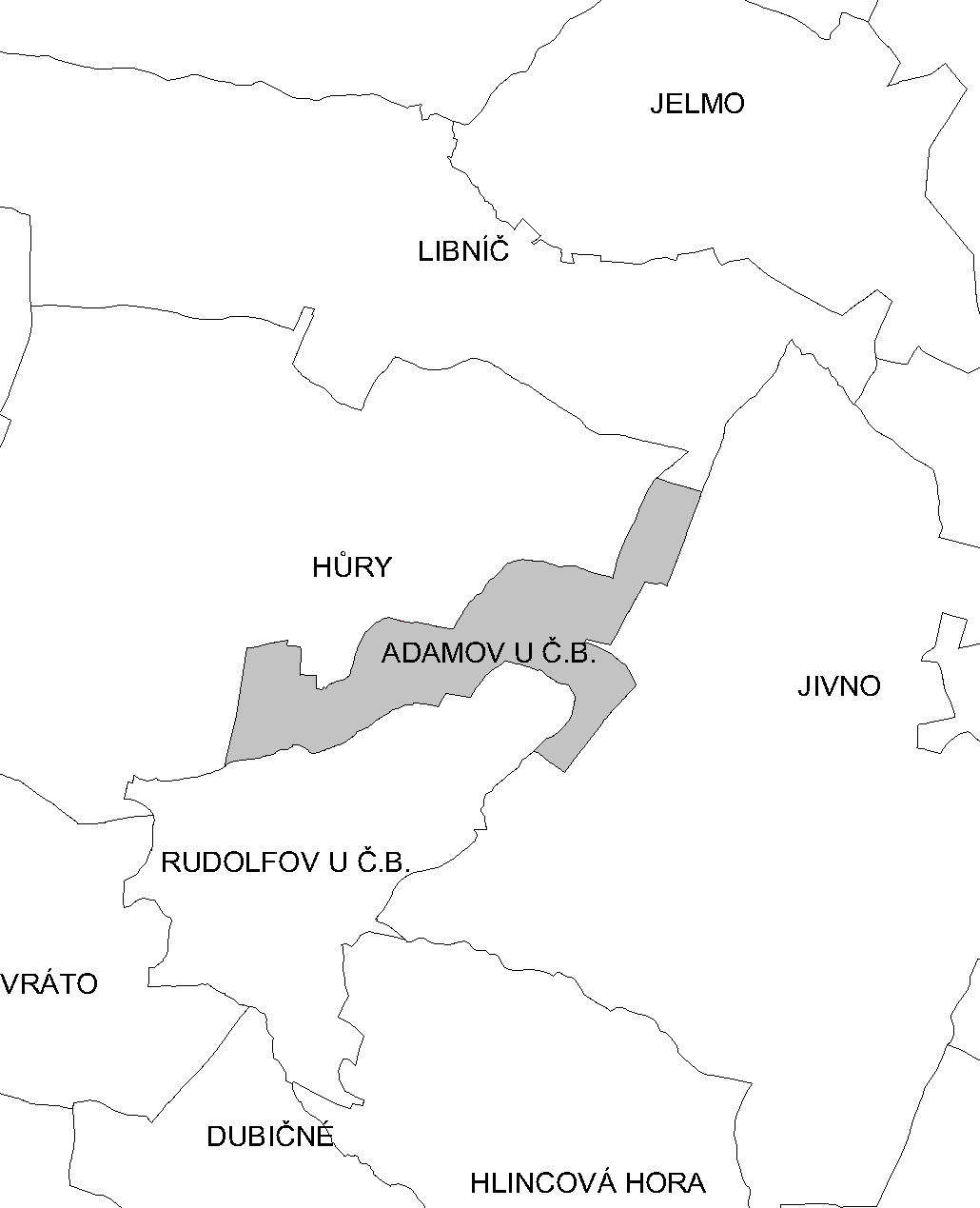
Katastrální území Adamova

Adamov leží šest kilometrů severovýchodně od centra Českých Budějovic a asi půl kilometru severně od Rudolfova, na úbočí Lišovského prahu, v nadmořské výšce 478 metrů. Na jižní straně Adamov stavebně splývá s městem Rudolfov, na severní straně s obcí Hůry. Adamov se dělí na dvě základní sídelní jednotky: Adamov a Adamov-sever.

## Obyvatelstvo
| Rok            | 1869 | 1880 | 1890 | 1900 | 1910 | 1921 | 1930 | 1950 | 1961 | 1970 | 1980 | 1991 | 2001 | 2011 | 2021 |
| -------------- | ---- | ---- | ---- | ---- | ---- | ---- | ---- | ---- | ---- | ---- | ---- | ---- | ---- | ---- | ---- |
| Počet obyvatel | 637  | 682  | 707  | 650  | 735  | 650  | 632  | 437  | 441  | 406  | 387  | 489  | 515  | 627  | 997  |
| Počet domů     | 82   | 82   | 83   | 84   | 90   | 90   | 102  | 107  | 104  | 110  | 117  | 161  | 171  | 210  | 332  |

## Obecní správa
Po zániku feudálního zřízení byl Adamov od roku 1850 začleněn pod obec Hůry a druhá polovina 19. století přinesla počeštění dosud převážně německojazyčného sídla (k roku 1910 poklesl podíl Němců na 42 ze 735 tehdejších obyvatel, tj. necelých 6 %). V roce 1919 si Adamov podal žádost o odloučení od Hůr, čemuž bylo vyhověno roku 1922, samostatná obec však již neměla status města. Za nacistické okupace byl v letech 1943 až 1945 Adamov na čas přičleněn k Rudolfovu, poté znovu samostatný až do nového spojení s městem Rudolfov od 1. ledna 1976 do 23. listopadu 1990. Naposledy se Adamov osamostatnil 24. listopadu 1990.

## Znak a vlajka

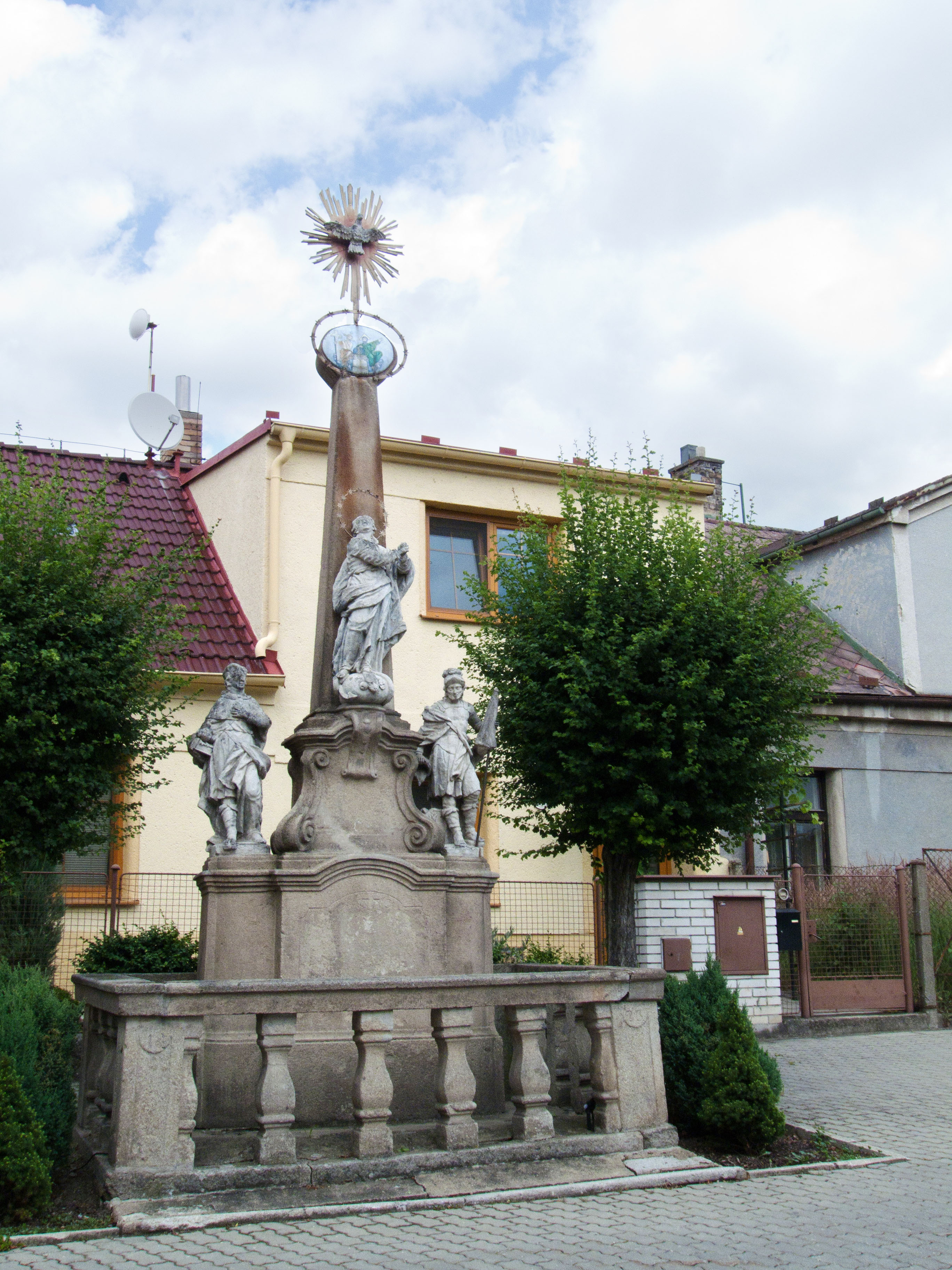
Sousoší Nejsvětější Trojice

Popis obecního znaku: „V renesančním polceném štítě v pravém červeném poli nahoře černé písmeno A (odkazující na dřívějšího majitele Adama Ugneda)[zdroj?], uprostřed zlatá koruna a dole obrácená zlatá kotva. V levém děleném poli v prvním stříbrném poli dvě křížená zlatá kladiva nad třemi černými pahorky. Ve druhém červeném poli tři kosmo položená stříbrná břevna. Nad znakem je položená stříbrná kolčí přilba zdobená zlatou korunou. Klenotem je polcený pták s pravým polem barvy červené a levým polem barvy černé. Znak je konečně ozdoben červeno-černými přikryvadly.“.
Právo užívat vlajku bylo obci uděleno rozhodnutím předsedkyně Poslanecké sněmovny Parlamentu České republiky dne 4. října 2012. Vlajka má rozměr šířky ku délce v poměru 2:3. List tvoří červený žerďový pruh široký třetinu délky listu a osm střídavě bílých a červených kosmých pruhů. V žerďovém pruhu černé písmeno A nad obrácenou kotvou převýšenou korunou, obojí žluté.

## Pamětihodnosti
V obci jsou tři kulturní památky:
- barokní sousoší Nejsvětější Trojice z roku 1770 s doprovodnými sochami Panny Marie, svatého Víta a svatého Floriána
- socha sv. Jana Nepomuckého z roku 1755
- bývalá radnice čp. 39, barokní, klasicistně upravená

## Naučná stezka
V Adamově jsou tři stanoviště naučné stezky Člověk a krajina. Na panelu na stanovišti č.11 je provedeno seznámení s historií Adamova.

## Rodáci
- Florián Fencl (1879–1951), český kněz a spisovatel
- Jan W. Speerger (1895–1950), český herec

## Panorama
Panoramatický pohled na Adamov od jihozápadu.